# Асиката
Асика́та (каз. Асықата) — селище у складі Жетисайського району Туркестанської області Казахстану. Адміністративний центр та єдиний населений пункт Асикатинської селищної адміністрації.
У радянські часи селище називалось Кіровський і мало статус смт.
Населення — 14245 осіб (2021; 11102 у 2009, 10682 у 1999, 9420 у 1989).